# 古賀逸策
古賀 逸策（こが いっさく、1899年〈明治32年〉12月5日 - 1982年〈昭和57年〉9月2日）は、日本の電気通信工学者。東京工業大学および東京大学名誉教授。

## 人物
佐賀県三養基郡田代村（現・鳥栖市）生まれ。熊本中学校、第五高等学校、東京帝国大学卒業。東京工業大学、東京大学の教授を歴任し、東京工業大学及び東京大学名誉教授。東京大学を退官してからは国際電信電話に移籍し研究職を続けた。
水晶結晶（クォーツ）を用いた圧電効果の研究が多くある。無線通信に用いる水晶振動子において温度変化の影響を受けない水晶振動子を開発し、さらに分周器（プリスケーラ）を発明し日本初のクォーツ時計を製作するなど現在の水晶振動子利用の基礎を築いた。日本だけでなく世界の電子機器の発展に貢献したとして、1963年に文化勲章受章。1971年、日本学士院会員。主著は『圧電気と高周波』。

## 来歴
- 1899年 - 佐賀県三養基郡田代村で生まれる。
- 1923年 - 東京帝国大学工学部電気工学科を卒業。東京市電気研究所に勤めた[1]。
- 1929年 - 東京工業大学の助教授[1]。1939年同大学教授[3]。
- 1930年 - 学術論文[4]を修め、東京帝国大学より工学博士が授与される。
- 1932年 - 従来型より温度係数がはるかに小さい[注 1]R1カット式水晶振動子の発明[3]。1933年2月21日、特許を取得した[注 2]。
- 1946年 - 東京大学教授（併任）
- 1958年 - 東京工業大学退任。1960年同大学名誉教授。
- 1960年 - 東京大学退任。同大学名誉教授。
- 1963年 - 文化勲章受章。
- 1982年 - 9月2日逝去。82歳没。
- 2011年 - 電気学会より「第4回でんきの礎」の顕彰をうける[5]。

## 著作
- 古賀, 逸策「水晶発振器」、東京帝国大学、1930年、NAID 500000487381、学位授与番号不詳。
- 古賀, 逸策『圧電気と高周波:新興基礎電気工学講座』 第10巻、オーム社、1937年。 NCID BA34558529。全国書誌番号:46058243。
- 古賀, 逸策『圧電気と高周波』オーム社、1938年。 NCID BN13146434。全国書誌番号:46044492。
- 古賀, 逸策『誰にも出来る : ラジオの故障修理』コロナ社、1947年。全国書誌番号:46018318。
- 古賀, 逸策『誰にも出来る : ラジオの故障修理』（訂5版）コロナ社、1949年。 NCID BA59715897。全国書誌番号:49000407。
- 森口, 繁一、古賀, 逸策『1万分の1直角きざみ10ケタ三角函数表』東京大学出版会、1960年7月。 NCID BN00942175。
- 古賀, 逸策『蒸着電極を具えたVHF帯水晶振動子の等価回路』電気通信協会、1983年6月。 NCID BN00683598。